# Erste Allgemeine Verunsicherung/Diskografie
Diese Diskografie ist eine Übersicht über die musikalischen Werke der österreichischen Pop-Rock-Band Erste Allgemeine Verunsicherung, auch EAV oder 1. Allgemeine Verunsicherung (früher) und ihrer Pseudonyme wie Ossi Ost-Born, Center Curti & Davis Kappler, The Himbeer Teddies und Klaus Eberhartinger & Die Gruftgranaten. Den Schallplattenauszeichnungen zufolge hat sie bisher mehr als 4,4 Millionen Tonträger verkauft. Ihre erfolgreichste Veröffentlichung ist das sechste Studioalbum Liebe, Tod & Teufel mit über 900.000 verkauften Einheiten.

## Alben

### Studioalben
| Jahr | Titel                                     | Höchstplatzierung, Gesamtwochen, AuszeichnungChartplatzierungen (Jahr, Titel, Platzierungen, Wochen, Auszeichnungen, Anmerkungen) | Höchstplatzierung, Gesamtwochen, AuszeichnungChartplatzierungen (Jahr, Titel, Platzierungen, Wochen, Auszeichnungen, Anmerkungen) | Höchstplatzierung, Gesamtwochen, AuszeichnungChartplatzierungen (Jahr, Titel, Platzierungen, Wochen, Auszeichnungen, Anmerkungen) | Anmerkungen |
| Jahr | Titel                                     | DE | AT | CH | Anmerkungen |
| ---- | ----------------------------------------- | --- | --- | --- | --- |
| 1978 | 1. Allgemeine Verunsicherung              | — | AT17* (4 Wo.)AT | — | Erstveröffentlichung: Oktober 1978 als 1. Allgemeine Verunsicherung & Wilfried * Charteinstieg bei Wiederveröffentlichung 2015 |
| 1981 | Café Passé                                | — | — | — | Erstveröffentlichung: Mai 1981                                                                                                 |
| 1983 | Spitalo Fatalo                            | — | AT5 Gold · (10 Wo.)AT | — | Erstveröffentlichung: 23. September 1983 Verkäufe: + 25.000                                                                    |
| 1984 | À la carte                                | — | AT11 Gold · (14 Wo.)AT | — | Erstveröffentlichung: November 1984 Verkäufe: + 25.000                                                                         |
| 1985 | Geld oder Leben!                          | DE10 Platin · (60 Wo.)DE | AT1 ×5Fünffachplatin · (78 Wo.)AT                                                                                                 | CH3 Platin · (15 Wo.)CH | Erstveröffentlichung: 25. Juni 1985 Verkäufe: + 800.000                                                                        |
| 1987 | Liebe, Tod & Teufel                       | DE3 Platin · (53 Wo.)DE | AT1 ×6Sechsfachplatin · (38 Wo.)AT                                                                                                | CH1 ×2Doppelplatin · (34 Wo.)CH                                                                                                   | Erstveröffentlichung: 26. Oktober 1987 Verkäufe: + 900.000                                                                     |
| 1990 | Neppomuk’s Rache                          | DE2 Platin · (41 Wo.)DE | AT1 ×4Vierfachplatin · (28 Wo.)AT                                                                                                 | CH3 Platin · (23 Wo.)CH | Erstveröffentlichung: 21. Mai 1990 Verkäufe: + 750.000                                                                         |
| 1991 | Watumba!                                  | DE17 Gold · (25 Wo.)DE | AT1 ×3Dreifachplatin · (22 Wo.)AT                                                                                                 | CH15 Gold · (7 Wo.)CH | Erstveröffentlichung: 21. November 1991 Verkäufe: + 425.000                                                                    |
| 1994 | Nie wieder Kunst (wie immer …)            | DE40 (12 Wo.)DE | AT1 ×2Doppelplatin · (25 Wo.)AT                                                                                                   | CH17 (10 Wo.)CH | Erstveröffentlichung: 18. November 1994 Verkäufe: + 100.000                                                                    |
| 1997 | Im Himmel ist die Hölle los               | DE37 (6 Wo.)DE | AT1 Platin · (19 Wo.)AT | CH20 (7 Wo.)CH | Erstveröffentlichung: 25. August 1997 Verkäufe: + 50.000                                                                       |
| 1998 | Himbeerland                               | DE55 (4 Wo.)DE | AT2 Platin · (21 Wo.)AT | CH30 (5 Wo.)CH | Erstveröffentlichung: 19. Oktober 1998 Verkäufe: + 40.000                                                                      |
| 2003 | Frauenluder                               | DE90 (1 Wo.)DE | AT1 Gold · (18 Wo.)AT | — | Erstveröffentlichung: 28. April 2003 Verkäufe: + 15.000                                                                        |
| 2007 | Amore XL                                  | DE46 (3 Wo.)DE | AT1 Platin · (30 Wo.)AT | CH83 (1 Wo.)CH | Erstveröffentlichung: 12. Oktober 2007 Verkäufe: + 20.000                                                                      |
| 2010 | Neue Helden braucht das Land              | DE26 (6 Wo.)DE | AT1 Platin · (29 Wo.)AT | CH34 (3 Wo.)CH | Erstveröffentlichung: 5. Februar 2010 Verkäufe: + 20.000                                                                       |
| 2015 | Werwolf-Attacke – Monsterball ist überall | DE15 (5 Wo.)DE | AT1 Platin · (21 Wo.)AT | CH16 (5 Wo.)CH | Erstveröffentlichung: 30. Januar 2015 Verkäufe: + 15.000                                                                       |
| 2018 | Alles ist erlaubt                         | DE7 (5 Wo.)DE | AT2 (34 Wo.)AT | CH13 (3 Wo.)CH | Erstveröffentlichung: 28. September 2018                                                                                       |

grau schraffiert: keine Chartdaten aus diesem Jahr verfügbar

### Livealben
| Jahr | Titel                              | Höchstplatzierung, Gesamtwochen, AuszeichnungChartplatzierungen (Jahr, Titel, Platzierungen, Wochen, Auszeichnungen, Anmerkungen) | Höchstplatzierung, Gesamtwochen, AuszeichnungChartplatzierungen (Jahr, Titel, Platzierungen, Wochen, Auszeichnungen, Anmerkungen) | Höchstplatzierung, Gesamtwochen, AuszeichnungChartplatzierungen (Jahr, Titel, Platzierungen, Wochen, Auszeichnungen, Anmerkungen) | Anmerkungen                                               |
| Jahr | Titel                              | DE | AT | CH | Anmerkungen                                               |
| ---- | ---------------------------------- | --- | --- | --- | --------------------------------------------------------- |
| 1995 | Kunst Tour 95 – Live               | — | AT12 (9 Wo.)AT | — | Erstveröffentlichung: 3. August 1995                      |
| 2010 | Neue Helden Live in Graz           | — | AT8 (8 Wo.)AT | — | Erstveröffentlichung: 8. Oktober 2010                     |
| 2019 | 1000 Jahre EAV Live – Der Abschied | DE3 (9 Wo.)DE | AT2 Gold · (11 Wo.)AT | CH30 (1 Wo.)CH | Erstveröffentlichung: 29. November 2019 Verkäufe: + 7.500 |

### Kompilationen
| Jahr | Titel                                            | Höchstplatzierung, Gesamtwochen, AuszeichnungChartplatzierungen (Jahr, Titel, Platzierungen, Wochen, Auszeichnungen, Anmerkungen) | Höchstplatzierung, Gesamtwochen, AuszeichnungChartplatzierungen (Jahr, Titel, Platzierungen, Wochen, Auszeichnungen, Anmerkungen) | Höchstplatzierung, Gesamtwochen, AuszeichnungChartplatzierungen (Jahr, Titel, Platzierungen, Wochen, Auszeichnungen, Anmerkungen) | Anmerkungen                                                |
| Jahr | Titel                                            | DE | AT | CH | Anmerkungen                                                |
| ---- | ------------------------------------------------ | --- | --- | --- | ---------------------------------------------------------- |
| 1988 | Kann denn Schwachsinn Sünde sein …?              | DE13 Gold · (15 Wo.)DE | AT2 Platin · (14 Wo.)AT | CH15 Gold · (8 Wo.)CH | Erstveröffentlichung: 24. Oktober 1988 Verkäufe: + 800.000 |
| 1996 | The Grätest Hitz                                 | DE61 (7 Wo.)DE | AT10 Gold · (16 Wo.)AT | — | Erstveröffentlichung: 25. November 1996 Verkäufe: + 10.000 |
| 2000 | Let’s Hop to the Pop – Das Allerbeste aber feste | DE67 (4 Wo.)DE | AT9 Gold · (16 Wo.)AT | — | Erstveröffentlichung: 6. November 2000 Verkäufe: + 10.000  |
| 2005 | 100 Jahre EAV … Ihr habt es so gewollt!!         | DE40 Platin · (17 Wo.)DE | AT4 Platin · (196 Wo.)AT | CH78 (2 Wo.)CH | Erstveröffentlichung: 6. Juni 2005 Verkäufe: + 220.000     |
| 2006 | Platinum Kolläktschn                             | — | AT41 (6 Wo.)AT | — | Erstveröffentlichung: 28. April 2006                       |
| 2014 | Jö schau … EAV                                   | — | AT37 (5 Wo.)AT | — | Erstveröffentlichung: 3. Juni 2014                         |
| 2016 | Was haben wir gelacht …                          | DE57 (1 Wo.)DE | AT8 (4 Wo.)AT | CH49 (1 Wo.)CH | Erstveröffentlichung: 21. Oktober 2016 Raritätenalbum      |

Weitere Kompilationen
- 1987: Das Beste aus guten und alten Tagen (Bertelsmann-Club Edition)[2][3]
- 1989: Erste Allgemeine Verunsicherung
- 2004: The Very Best Of (Sound of Austria)
- 2008: I Am from Austria – Best of EAV
- 2009: Essential
- 2011: Austro Pop Parade
- 2011: Nur das Beste
- 2012: Krone-Edition
- 2015: Austropop-Collection
- 2015: Austropop-Legenden
- 2017: Austro Masters Collection
- 2019: 1000 Jahre EAV (Lieblingslieder aus 1000 Jahre EAV)

### Soundtracks
- 1986: Geld oder Leber!

### EPs
- 1987: Märchenprinz / Einsamkeit (Amiga Quartett) (VÖ: nur in der DDR)
- 2007: Mei herrlich (Download-EP)

### Weihnachtsalben
| Jahr | Titel                                        | Höchstplatzierung, Gesamtwochen, AuszeichnungChartplatzierungen (Jahr, Titel, Platzierungen, Wochen, Auszeichnungen, Anmerkungen) | Höchstplatzierung, Gesamtwochen, AuszeichnungChartplatzierungen (Jahr, Titel, Platzierungen, Wochen, Auszeichnungen, Anmerkungen) | Höchstplatzierung, Gesamtwochen, AuszeichnungChartplatzierungen (Jahr, Titel, Platzierungen, Wochen, Auszeichnungen, Anmerkungen) | Anmerkungen                            |
| Jahr | Titel                                        | DE | AT | CH | Anmerkungen                            |
| ---- | -------------------------------------------- | --- | --- | --- | -------------------------------------- |
| 2021 | EAVliche Weihnachten – Ihr Sünderlein kommet | DE20 (2 Wo.)DE | AT2 (12 Wo.)AT | CH38 (1 Wo.)CH | Erstveröffentlichung: 5. November 2021 |

### Projekte
| Jahr | Titel                     | Höchstplatzierung, Gesamtwochen, AuszeichnungChartplatzierungen (Jahr, Titel, Platzierungen, Wochen, Auszeichnungen, Anmerkungen) | Höchstplatzierung, Gesamtwochen, AuszeichnungChartplatzierungen (Jahr, Titel, Platzierungen, Wochen, Auszeichnungen, Anmerkungen) | Höchstplatzierung, Gesamtwochen, AuszeichnungChartplatzierungen (Jahr, Titel, Platzierungen, Wochen, Auszeichnungen, Anmerkungen) | Anmerkungen                                                                     |
| Jahr | Titel                     | DE | AT | CH | Anmerkungen                                                                     |
| ---- | ------------------------- | --- | --- | --- | ------------------------------------------------------------------------------- |
| 2000 | Austropop in Tot-Weiß-Tot | — | AT12 (12 Wo.)AT | — | Erstveröffentlichung: 25. Juni 2000 als Klaus Eberhartinger & Die Gruftgranaten |

## Singles

### Als Leadmusiker
| Jahr | Titel Album                                                                 | Höchstplatzierung, Gesamtwochen, AuszeichnungChartplatzierungen (Jahr, Titel, Album, Platzierungen, Wochen, Auszeichnungen, Anmerkungen) | Höchstplatzierung, Gesamtwochen, AuszeichnungChartplatzierungen (Jahr, Titel, Album, Platzierungen, Wochen, Auszeichnungen, Anmerkungen) | Höchstplatzierung, Gesamtwochen, AuszeichnungChartplatzierungen (Jahr, Titel, Album, Platzierungen, Wochen, Auszeichnungen, Anmerkungen) | Höchstplatzierung, Gesamtwochen, AuszeichnungChartplatzierungen (Jahr, Titel, Album, Platzierungen, Wochen, Auszeichnungen, Anmerkungen) | Anmerkungen                                                   |
| Jahr | Titel Album                                                                 | DE | AT | CH | UK | Anmerkungen                                                   |
| ---- | --------------------------------------------------------------------------- | --- | --- | --- | --- | ------------------------------------------------------------- |
| 1983 | Der Alpen-Rap / Alp-Rapp (Schwedische Version) Spitalo Fatalo               | DE36 (10 Wo.)DE | AT6 (12 Wo.)AT | CH13 (2 Wo.)CH | — | Erstveröffentlichung: 15. Juli 1983                           |
| 1983 | Afrika – Ist der Massa gut bei Kassa Spitalo Fatalo                         | — | AT6 (12 Wo.)AT | — | — | Erstveröffentlichung: 1. Oktober 1983                         |
| 1985 | Go, Karli, Go! À la carte                                                   | — | AT6 (12 Wo.)AT | — | — | Erstveröffentlichung: 1. Januar 1985                          |
| 1985 | Ba-Ba-Banküberfall / Ba-Ba-Bankrobbery (Englische Version) Geld oder Leben! | DE7 (16 Wo.)DE | AT4 (16 Wo.)AT | — | UK63 (4 Wo.)UK | Erstveröffentlichung: 1. Dezember 1985                        |
| 1986 | Märchenprinz Geld oder Leben!                                               | DE16 (13 Wo.)DE | AT1 (18 Wo.)AT | — | — | Erstveröffentlichung: 17. März 1986                           |
| 1986 | Heiße Nächte (in Palermo) Geld oder Leben!                                  | DE16 (13 Wo.)DE | AT3 (14 Wo.)AT | — | — | Erstveröffentlichung: 4. Juni 1986                            |
| 1986 | Fata Morgana Geld oder Leben!                                               | DE27 (11 Wo.)DE | AT11 (4 Wo.)AT | — | — | Erstveröffentlichung: 1. November 1986                        |
| 1987 | Küss’ die Hand, schöne Frau Liebe, Tod & Teufel                             | DE2 Gold · (23 Wo.)DE | AT1 (22 Wo.)AT | CH2 (20 Wo.)CH | — | Erstveröffentlichung: 17. Oktober 1987 Verkäufe: + 250.000    |
| 1988 | An der Copacabana Liebe, Tod & Teufel                                       | DE11 (14 Wo.)DE | AT2 (12 Wo.)AT | CH8 (10 Wo.)CH | — | Erstveröffentlichung: 1. März 1988                            |
| 1988 | Burli Liebe, Tod & Teufel                                                   | DE41 (7 Wo.)DE | AT24 (4 Wo.)AT | — | — | Erstveröffentlichung: 1. Juni 1988                            |
| 1988 | Kann denn Schwachsinn Sünde sein...? Kann denn Schwachsinn Sünde sein …?    | DE25 (13 Wo.)DE | AT10 (8 Wo.)AT | CH24 (5 Wo.)CH | — | Erstveröffentlichung: 1. November 1988                        |
| 1990 | Ding Dong Neppomuk’s Rache                                                  | DE7 (22 Wo.)DE | AT1 (16 Wo.)AT | CH4 (16 Wo.)CH | — | Erstveröffentlichung: 1. April 1990                           |
| 1990 | Samurai Neppomuk’s Rache                                                    | DE10 (20 Wo.)DE | AT2 (13 Wo.)AT | CH17 (6 Wo.)CH | — | Erstveröffentlichung: 22. Juli 1990                           |
| 1990 | Einer geht um die Welt Neppomuk’s Rache                                     | — | AT26 (3 Wo.)AT | — | — | Erstveröffentlichung: 18. November 1990                       |
| 1991 | Jambo Watumba!                                                              | DE30 (13 Wo.)DE | AT6 (12 Wo.)AT | CH26 (1 Wo.)CH | — | Erstveröffentlichung: 13. Oktober 1991                        |
| 1992 | Hip-Hop Watumba!                                                            | DE77 (5 Wo.)DE | AT27 (5 Wo.)AT | — | — | Erstveröffentlichung: 22. Februar 1992                        |
| 1994 | 300 PS (Auto ...) Nie wieder Kunst (wie immer …)                            | — | AT5 (12 Wo.)AT | — | — | Erstveröffentlichung: 27. Oktober 1994                        |
| 1995 | Einmal möchte ich ein Böser sein Nie wieder Kunst (wie immer …)             | — | AT17 (8 Wo.)AT | — | — | Erstveröffentlichung: 5. März 1995                            |
| 1997 | Schau wie’s schneit Im Himmel ist die Hölle los!                            | — | AT17 (8 Wo.)AT | — | — | Erstveröffentlichung: 6. Juli 1997                            |
| 1997 | Bongo Boy Im Himmel ist die Hölle los!                                      | — | AT32 (2 Wo.)AT | — | — | Erstveröffentlichung: 1. Dezember 1997                        |
| 1998 | Der Wein von Mykonos Himbeerland                                            | — | AT8 (17 Wo.)AT | — | — | Erstveröffentlichung: 10. August 1998 als The Himbeer-Teddies |
| 1999 | Hasta la vista Himbeerland                                                  | — | AT35 (4 Wo.)AT | — | — | Erstveröffentlichung: 11. Januar 1999                         |
| 1999 | 3 Weiße Tauben Himbeerland                                                  | DE31 (10 Wo.)DE | — | — | — | Erstveröffentlichung: 11. Oktober 1999                        |
| 2004 | God Bless America 100 Jahre EAV … Ihr habt es so gewollt!!                  | — | AT24 (15 Wo.)AT | — | — | Erstveröffentlichung: 2. Juni 2004                            |
| 2010 | Neue Helden (braucht das Land) Neue Helden braucht das Land                 | — | AT38 (7 Wo.)AT | — | — | Erstveröffentlichung: 22. Januar 2010                         |

Weitere Singles
- 1979: Ihr Kinderlein kommet
- 1981: Alpen-Punk
- 1981: Oh nur du
- 1982: Total verunsichert
- 1984: Die Braut und der Matrose
- 1984: Schweinefunk
- 1985: Liebelei
- 1989: Es steht ein Haus (in Ostberlin) (als Ossi Ost-Born)
- 1991: s’Muaterl
- 1992: Inspektor Tatü
- 1994: Ping Pong
- 1995: Flugzeug
- 1995: Cinderella
- 1997: Blöd
- 1998: Die Pille für den Mann (als The Himbeer-Teddies)
- 2000: Ba-Ba-Ballamann
- 2010: Kriagst a Watschn

### Promo-Singles
- 1984: Liebelei
- 1985: Das Böse ist immer und überall
- 1994: Nie-wieder-Kunst-Medley
- 1998: Die Russen kommen
- 1998: Radio Himbeerland
- 1999: Amore Romantica
- 2000: Let’s-Hop-Medley
- 2003: Mein Gott
- 2003: Es tut weh und es tut gut
- 2005: Coconut Island
- 2007: Schnippel Schnipp
- 2007: Mei herrlich
- 2008: Matador
- 2008: Bum Bum (Monika)
- 2008: Amore
- 2009: Neue Helden braucht das Land
- 2010: Bitte Bier (feat. Malle-Kalle)
- 2014: Was ist los?
- 2015: Theater um die Kunst
- 2016: Was haben wir gelacht …
- 2018: Trick der Politik
- 2018: Salatisten-Mambo
- 2018: Gegen den Wind (feat. Lemo)
- 2018: Am rechten Ort
- 2019: Erzöh' ma' des

## Videoalben
| Jahr | Titel                              | Höchstplatzierung, Gesamtwochen, AuszeichnungChartplatzierungen (Jahr, Titel, Platzierungen, Wochen, Auszeichnungen, Anmerkungen) | Höchstplatzierung, Gesamtwochen, AuszeichnungChartplatzierungen (Jahr, Titel, Platzierungen, Wochen, Auszeichnungen, Anmerkungen) | Höchstplatzierung, Gesamtwochen, AuszeichnungChartplatzierungen (Jahr, Titel, Platzierungen, Wochen, Auszeichnungen, Anmerkungen) | Anmerkungen                             |
| Jahr | Titel                              | DE | AT | CH | Anmerkungen                             |
| ---- | ---------------------------------- | --- | --- | --- | --------------------------------------- |
| 2017 | Werwolf-Attacke - Live!            | — | — | CH44 (1 Wo.)CH | Erstveröffentlichung: 27. Januar 2017   |
| 2019 | 1000 Jahre EAV Live – Der Abschied | — | — | CH2 (11 Wo.)CH | Erstveröffentlichung: 29. November 2019 |

Weitere Videoalben
- 1989: Echte Helden
- 1991: Neppomuk-Tour ’91
- 1995: Kunst-Tour ’95
- 2000: Let’s Hop to the Pop
- 2004: Echte Helden auf Kunst-Tour
- 2006: 100 Jahre EAV (AT: Verkäufe: + 10.000, Platin)
- 2010: Neue Helden Tour

## Boxsets
- 2006: Platinum Kolläktschn

## Statistik

### Chartauswertung
|                     | DE     | AT     | CH     |
| ------------------- | ------ | ------ | ------ |
| Nummer-eins-Alben   | DE—DE  | AT10AT | CH1CH  |
| Top-10-Alben        | DE4DE  | AT21AT | CH3CH  |
| Alben in den Charts | DE17DE | AT26AT | CH16CH |

|                       | DE     | AT     | CH    | UK    |
| --------------------- | ------ | ------ | ----- | ----- |
| Nummer-eins-Singles   | DE—DE  | AT3AT  | CH—CH | UK—UK |
| Top-10-Singles        | DE4DE  | AT14AT | CH3CH | UK—UK |
| Singles in den Charts | DE14DE | AT24AT | CH7CH | UK1UK |

### Auszeichnungen für Musikverkäufe
Anmerkung: Auszeichnungen in Ländern aus den Charttabellen bzw. Chartboxen sind in ebendiesen zu finden.
| Land/RegionAuszeichnungen für Musikverkäufe (Land/Region, Auszeichnungen, Verkäufe, Quellen) | Gold       | Platin       | Verkäufe  | Quellen                                   |
| -------------------------------------------------------------------------------------------- | ---------- | ------------ | --------- | ----------------------------------------- |
| Deutschland (BVMI)                                                                           | 3× Gold3   | 4× Platin4   | 2.450.000 | musikindustrie.de, eav.at                 |
| Österreich (IFPI)                                                                            | 6× Gold6   | 28× Platin28 | 1.287.500 | ifpi.at, americanradiohistory.com, eav.at |
| Schweiz (IFPI)                                                                               | 2× Gold2   | 4× Platin4   | 250.000   | hitparade.ch                              |
| Insgesamt                                                                                    | 11× Gold11 | 36× Platin36 |           |                                           |